# کمیته المپیک میانمار
کمیته المپیک میانمار (برمه‌ای: မြန်မာနိုင်ငံအိုလံပစ်ကော်မတီ) یک سازمان ورزشی است که نماینده کشور میانمار در کمیته بین‌المللی المپیک است.
این سازمان که در سال ۱۹۴۶ تأسیس شد و مسئول آماده‌سازی و اعزام ورزشکاران به بازی‌های المپیک، بازی‌های المپیک جوانان و بازی‌های آسیایی است.